# Период Џемдет Насра
Период Џемдет Насра био је раздобље у развоју сумерске цивилизације крајем 4. и почетком 3. миленијума пре н.е, које припада преисторијском (архајском) добу Сумера.

## Позадина
Најстарија насеља на територији средњег дела Месопотамије појавила су се у доба позног неолита. Племена која су у најдубљој старини настањивала Месопотамију живела су на острвима која су се уздизала изнад мочвара. Своја насеља градили су на вештачким земљаним насипима. Исушујући околне баруштине, они су створили најстарији систем вештачког наводњавања. Како то почев од 1926 показују налази у Кишу, они су се служили микролитским оруђима. Могуће је да су та племена припадала најстаријем етничком слоју Предње Азије, оној јафетској групи племена којој су припадали Субарејци северне Месопотамије и Хурити северозападног Међуречја и северне Сирије.
Али, прави творци сумерско-акадске културе и државе били су Сумери, који су у Месопотамију дошли, по свој прилици, из источних планинских области. и осим њих семитска племена Акада, сродна са семитским племенима сиријско-месопотамске степе. Ископавања на територији Месопотамије омогућила су реконструкцију најстаријег, преисторијског стадија њиховог културног живота.
Уобичајено је да се архајски (преисторијски) споменици нађени на територији средње и јужне Месопотамије деле по местима најтипичнијих налаза, и то на три културна периода: на културе Ел-Обеида и Урука у Сумеру и културу Џемдет Насре (близу Киша) у Акаду. Ова три периода, који се смењују један за другим, обухватили су готово читав IV миленијум (4.000-3.000. године) пре н.е. Они су претходили образовању најстаријих држава у јужном и средњем Међуречју.

## Култура Џемдет Насра
Трећи период сумерско-акадске праисторије носи назив Џемдет Насра (у близини каснијег града Киша), по месту главних налаза. Ископавања, која су ту вршена поч Урука.ев од 1926. године, открила су мноштво споменика, који сведоче о извесном прогресу у свим гранама културе у односу на претходни период Урука.

### Пољопривреда
У то доба углавном је била завршена колонизација мочварних области јужног и средњег дела Месопотамије од стране племена источних и северних народа. Земљорадња се развијала и даље: поред јечма, становништво је гајило и пшеницу. Велики привривредни значај имало је припитомљавање бика и магарца.

### Занатство и трговина
Подела рада и пораст технике имали су за последицу знатан развој заната. Сада се земљано посуђе израђује на витлу, оно има ушице, рељефне украсе и геометријске орнаменте. Разноликост боја и шара, као и зрелост облика, указују на знатан развитак керамике. И металургија је напредовала: бакарно оруђе све више потискује оруђа и оружје од камена и кости.
Развитак пољопривреде и занатства довео је до појаве трговине, чији су зачеци постојали и раније. Најстарије трговачке комуникације све тешње су повезивале средњу Месопотамију са северним Међуречјем, са Еламом, западним Ираном и северном Сиријом, о чему сведоче наласци предмета типа Џемдет-Насра културе у свим тим земљама. Појава трговине повлачи за собом развитак саобраћаја. У том периоду појављују се кола разних врста, као и ширење посебне врсте чамаца, са високим кљуном и уздигнутом крмом.

### Класно друштво и религија
Пораст материјалног богатства доводи до социјалног раслојавања: као посредна потврда за то могу да послуже развалине једног старог дворца, великог монументалног комплекса просторија, димензија 92x48 м. Погребни обичаји и уметничке представе сведоче о даљем развитку земљорадничких култова, међу којима је видно место заузимао култ богиње-мајке.